# Modelos anglosajones de contabilidad de costes
Los modelos anglosajones de contabilidad de costes son aquellas técnicas y procedimientos de cálculo y determinación del coste que durante muchos años se han utilizado en la literatura estadounidense.

## Evolución
En un principio, estos modelos se basaban solo en una estructura de costes inorgánica que como ya sabemos ofrece una información escasa y poco operativa para la toma de decisiones empresariales. Sin embargo, estos modelos han perdurado a lo largo de siglo y medio, no apareciendo hasta periodos muy recientes en EE. UU., esquemas más evolucionados que proponen un tratamiento diferente pero que en definitiva, no son más que otra versión de los modelos orgánicos.

## Modelos
En los modelos anglosajones, al igual que en los germanos, se distingue entre orgánico e inorgánico, presentando los anglosajones los siguientes modelos:
- 1	Sistema por órdenes de trabajo o pedidos (por órdenes de fabricación)

Este solo se desarrolla de forma inorgánica y es aplicable cuando la producción tiene características heterogéneas.
Viene a ser el equivalente al de por pedidos germano, solo que este último se desarrolla tanto orgánico como inorgánicamente.
- 2	Sistema de costes por procesos

Este es el modelo orgánico y se caracteriza por ser aplicable cuando los productos obtenidos son homogéneos en serie. Es el equivalente aproximado al de modelo por secciones germano.
- 3	Sistema de costes mixtos o híbridos

Contempla parte de las dos características anteriores. Dentro de este tenemos:
- - Modelo de costes por operaciones

Los cambios experimentados provocan que se adopten los modelos a las nuevas circunstancias y surgen otros modelos.
- - Modelo ABC (Activity Based Costing)

- - Modelo de costes por retrocesos Cuya implantación está totalmente subordinada a la existencia de un sistema de producción denominado Just in time JIT. El modelo de costes por retroceso se considera adjunto al JIT.

- - Modelo de costes Estándar

Los dos primeros modelos pueden considerarse como esquemas fundamentales mientras que los mixtos combinan las características de los dos anteriores.

## Características
Esquemáticamente, los rasgos característicos de estos modelos son:
- Sistema por órdenes de trabajo o pedidos y el sistema de costes por procesos.

Se enmarcan dentro de un sistema monista de contabilidad de forma que el cálculo de costes da lugar a la valoración de los inventarios y esta información es directamente trasladada de la contabilidad de costes a la contabilidad financiera o externa.
Ambos responden a los dos tipos de producción que existen:
- La producción por pedidos que presenta características heterogéneas
- La producción por proceso o en serie, que se caracteriza por la homogeneidad de los productos obtenidos.

- Los sistemas mixtos son sistemas que se sitúan entre la orden de fabricación individualizada y la fabricación en serie, tratándose de fabricación por lotes, es decir, encargos pero no de grandes cantidades.

Todos estos modelos no constituyen unos procedimientos de cálculos absolutamente diferentes a los propuestos en Europa (germanos). Podrían ser aplicados a cualquier tipo de empresa, pero nuestro análisis se basará en empresas industriales.